# Церква Різдва Пресвятої Богородиці (Рожнів)
Церква Різдва Пресвятої Богородиці (Рожнів) — дерев'яна гуцульська церква в с. Рожнів Івано-Франківської області, Україна, пам'ятка архітектури національного значення. 

## Історія
Церква збудована в 1869 році та наново освячена в 1900 році. Храм розташований на "Підгір'ї" — місцевості в східній частині села, його філією була Церква Преображення Господнього також розташована в селі. Збудована за кошти родини Задуровичів за священників (о. Антоневича та о. Михайла Заревича), до радянського періоду була греко-католицькою, а пізніше переведена до РПЦ. У радянський період церква  охоронялась як пам'ятка архітектури Української РСР (№ 1175). Церкву використовує громада Православної церкви України, в 1986-1987 роках служив майбутній патріарх Київський і всієї Руси-України Володимир, служив о. Павло Слободян.

## Архітектура
Церква хрестоподібна в плані, п'ятиверха. Із західної сторони до бабинця прибудовано засклений ганок. До вівтаря зі сходу і півдня прибудована рівноширокі ризниці. Опасання розташоване навколо церкви на вінцях зрубів. Верхня частина церкви від опасання перекрита карбованою бляхою.